# Jean Levavasseur
Jean Georges Levavasseur (Chatou, 8 de junio de 1924-Poissy, 10 de febrero de 1999) fue un deportista francés que compitió en esgrima, especialista en la modalidad de sable.
Participó en dos Juegos Olímpicos de Verano en los años 1948 y 1952, obteniendo una medalla de bronce en Helsinki 1952 en la prueba por equipos. Ganó cuatro medallas en el Campeonato Mundial de Esgrima entre los años 1949 y 1954.

## Palmarés internacional
| Juegos Olímpicos   | Juegos Olímpicos        | Juegos Olímpicos  | Juegos Olímpicos  |
| Año                | Lugar                   | Medalla           | Prueba            |
| ------------------ | ----------------------- | ----------------- | ----------------- |
| 1952               | Helsinki (Finlandia)    | Medalla de bronce | Sable por equipos |
| Campeonato Mundial |                         |                   |                   |
| Año                | Lugar                   | Medalla           | Prueba            |
| 1949               | El Cairo (Egipto)       | Medalla de plata  | Sable por equipos |
| 1950               | Montecarlo (Mónaco)     | Medalla de oro    | Sable individual  |
| 1950               | Montecarlo (Mónaco)     | Medalla de plata  | Sable por equipos |
| 1954               | Luxemburgo (Luxemburgo) | Medalla de bronce | Sable por equipos |